# اندیس آنومالی برفیان
آنومالی برفیان یک اندیس فلزی است که در حوالی شهر ورچه استان مرکزی قرار دارد و مادهٔ معدنی موجود در آن، طلا است.سنگ میزبان این اندیس شیست، اسلیت است  در این اندیس، پاراژنز‌های نقره، سینابر یافت می‌شوند.